# Duisans
Duisans é uma comuna francesa na região administrativa de Altos da França, no departamento de Pas-de-Calais. Estende-se por uma área de 10,72 km². Em 2010 a comuna tinha 1 447 habitantes (densidade: 135 hab./km²).